# Octave Mirbeau

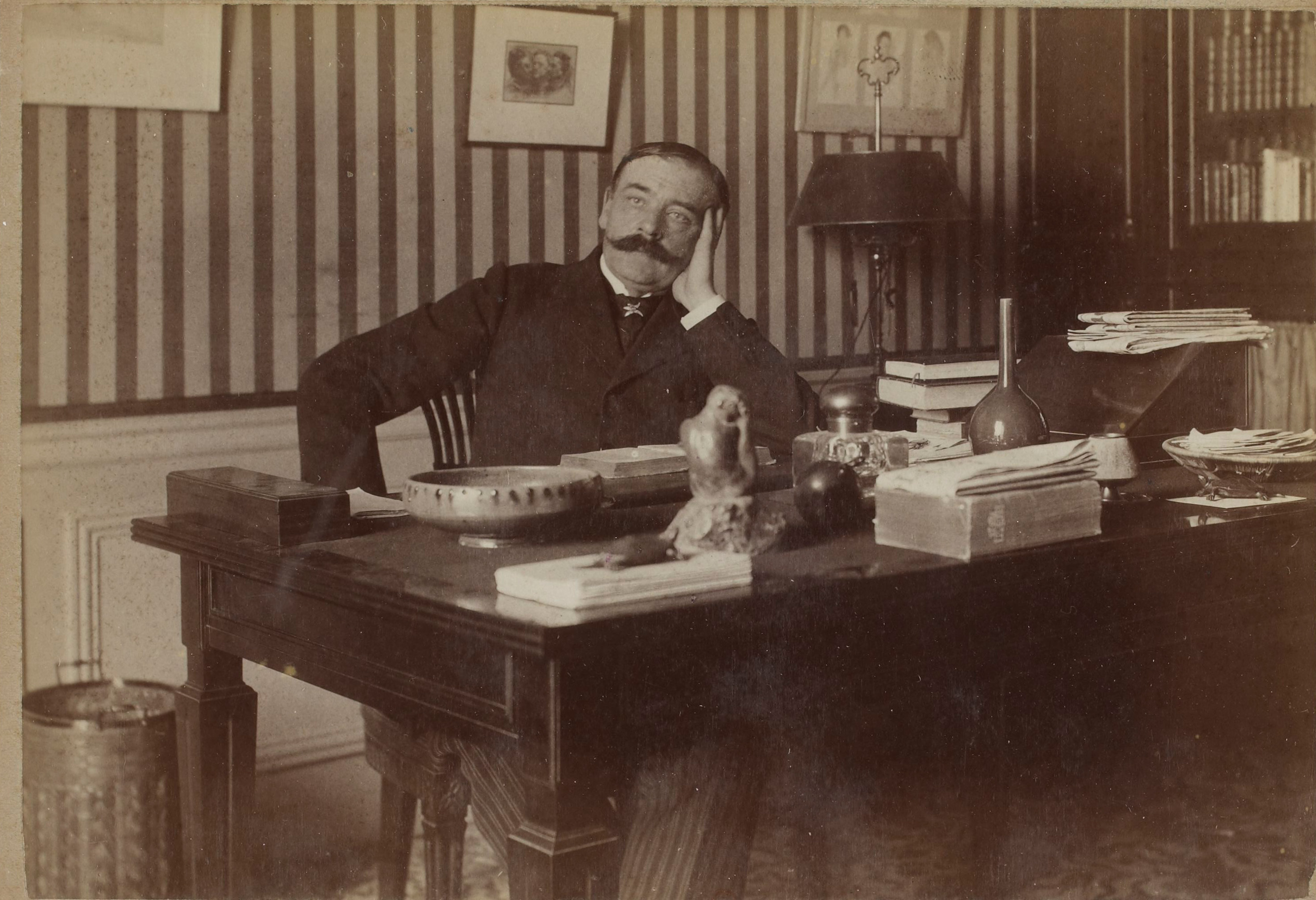
Octave Mirbeau

Octave Henri Marie Mirbeau (* 16. Februar 1848 in Trévières, Calvados; † 16. Februar 1917 in Paris) war ein französischer Journalist, Kunstkritiker und Romanautor. Er zählt „zu den schillerndsten Persönlichkeiten der Literatur der französischen Belle Époque“. Seine Komödie Geschäft ist Geschäft gehörte nach 1903 zu den meistgespielten Stücken an deutschen Theatern.

## Leben
Octave Mirbeau kam in Trévières im Département Calvados zur Welt, sein Vater Ladislaus Francis war Arzt, sein Großvater Bürgermeister von Rémalard in Le Perche. Ein Jahr nach Octaves Geburt zog die Familie zu seinem Großvater. Mirbeau erhielt ab 1859 seine Schulausbildung auf einem Jesuiten-Collège in Vannes. Die Schulleitung verwies ihn mit 15 Jahren der Anstalt. Vermutlich war er ein Opfer sexuellen Missbrauchs durch einen der Patres. 1866 studierte er erst Kunst, dann Jura. Auf Druck des Vaters ließ er sich in Rémalard als Notar nieder. Seine Mutter starb 1870, elf Tage später wurde Mirbeau zum Militär eingezogen.
Er kämpfte im Deutsch-Französischen Krieg. Nach dessen Ende arbeitete er als Theaterkritiker, schrieb aber auch politische Artikel für verschiedene Zeitungen in Paris, so etwas für L’Ordre de Paris, das monarchistische Gaulois und andere Organe, die ihm ideologisch oft fernstanden. 1885 übernahm Mirbeau die Ansichten des Anarchismus, denen er bis zu seinem Tod treu blieb. Als einer der führenden anarchistischen Intellektuellen verfasste er regelmäßig Artikel für entsprechende Zeitschriften. Zur Zeit der Dreyfus-Affäre zahlte er die Geldstrafe, zu der Émile Zola wegen seiner berühmten Schrift J’accuse...! verurteilt worden war.
Mirbeau war ein bedeutender Kunstkritiker, der über die impressionistischen und avantgardistischen Bewegungen in Montmartre und Montparnasse schrieb, die er für die Basis einer Kulturrevolution in Frankreich hielt. Die Académie Goncourt wurde von ihm mitgegründet.
Octave Mirbeau wird die Entdeckung des belgischen Autors und Nobelpreisträgers Maurice Maeterlinck zugeschrieben. Außerdem trug er bedeutend zu den Karrieren von Camille Pissarro, Auguste Rodin, Claude Monet, Camille Claudel, Aristide Maillol, Félix Vallotton und anderer wichtiger Künstler seiner Zeit bei.
Zu seinen bekanntesten literarischen Werken gehört der Roman Tagebuch einer Kammerzofe (1900), der mehrmals verfilmt wurde, unter anderem von Jean Renoir und Luis Buñuel. Die Kammerzofe Céléstine lernt auf einem Landgut die Nachtseiten der Großbourgeoisie, vor allem deren sexuelle Abartigkeiten, bis hin zur Kindstötung, kennen. Eine noch stärkere Provokation hatte Mirbeau ein Jahr zuvor mit seinem Werk Der Garten der Qualen (1899) abgeliefert: In einem paradiesischen Garten in China, lässt eine europamüde Engländerin Menschen auf furchtbarste Weise foltern. Die Literaturwissenschaftlerin Dorit Heike Gruhn hat in dem Roman eine Vorlage für Franz Kafkas Erzählung In der Strafkolonie erkannt. Ein formal innovatives Prosawerk ist der satirische Autoreisebericht 628-E8, der erst 2013 ins Deutsche übersetzt wurde. Er wurde als „eine Art deutsch-französische Verständigungsgeschichte“ rezipiert, die preußischen Größenwahn genauso aufs Korn nimmt wie französische Unfreundlichkeiten an der Grenze.
Sein bekanntestes, auch auf deutschen Bühnen sehr erfolgreiches Drama Geschäft ist Geschäft (1903) verspottet die eingebildete Allmacht von Geldaristokraten und Emporkömmlingen. Nicht überall traf die Komödie indes auf Verständnis. Otto Flake empfand den Text in der Weltbühne als „krasse Kulissenmache“ und kritisierte einen „Dialog, der die abgeleiertsten Phrasen nicht scheut.“

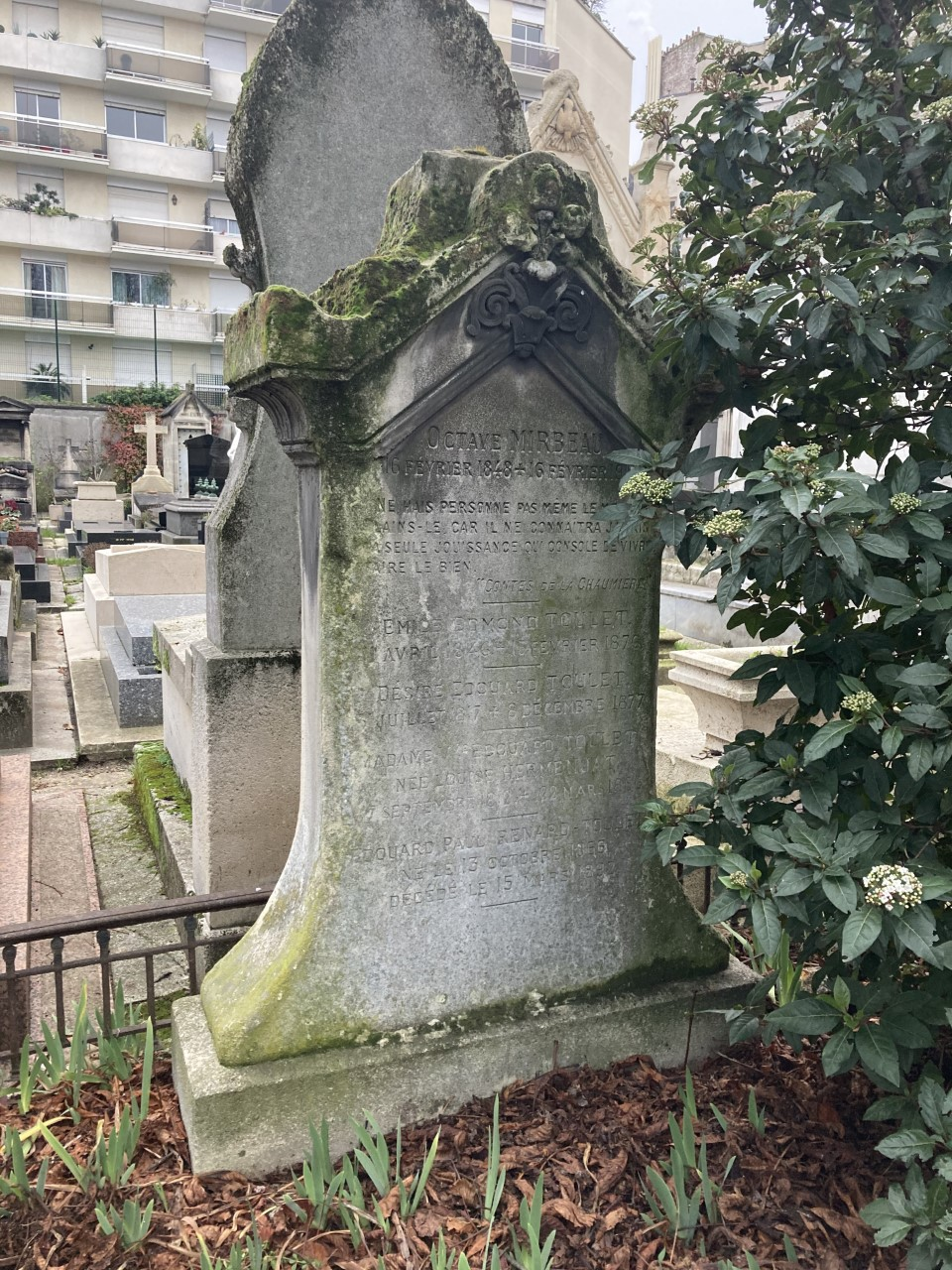
Grab.

Octave Mirbeau starb 1917 an seinem 69. Geburtstag und wurde auf dem Cimetière de Passy in Paris begraben.
Eine Biographie wurde von Pierre Michel und Jean-François Nivet geschrieben; sie ist nur in französischer Sprache erhältlich.

## Engagierter Schriftsteller
Als Prototyp des engagierten, anarchistischen und individualistischen Schriftstellers durchschaute Mirbeau die Menschen und Institutionen, die entfremden, unterdrücken und töten. Mirbeau hatte antisemitische Positionen vertreten und veröffentlicht, beispielsweise im von ihm 1883 geleiteten antiopportunistischen und antisemitischen Wochenblatt Les Grimaces, aber er revidierte diese Positionierung entschieden ab 1895 im Zusammenhang mit der Dreyfus-Affäre und kämpfte publizistisch für die Rechte von Alfred Dreyfus gegen dessen antisemitisch motivierte Verurteilung. Er pflegte sein Image als politisch links stehender Enthüllungsjournalist, deckte die Untaten von Repräsentanten des Klerus, des Militärs und des  Kapitals auf. Dabei fürchtete er keinen Skandal, klagte den Kolonialismus an und schrieb böse Glossen gegen die sozialen Missstände seiner Zeit. Er verwirklichte eine Ästhetik der Aufdeckung und setzte es sich zum Ziel, „die freiwilligen Blinden zu zwingen, Medusa ins Gesicht zu schauen“.
Er stellte nicht nur die bürgerliche Gesellschaft und die kapitalistische Wirtschaft in Frage, sondern auch die traditionellen literarischen Formen. Er trug insbesondere zum Absterben des angeblich „realistischen“ Romans bei. Er lehnte den Naturalismus, den Akademismus und den Symbolismus ab und fand seinen eigenen Weg zwischen dem Impressionismus und dem Expressionismus. 

## Zitate
- „Hasse niemanden, nicht einmal einen bösen Menschen, habe Mitleid mit ihm, denn er wird niemals das einzige Vergnügen kennenlernen, das uns im Leben tröstet: das Gute zu tun.“
- „Es ist nicht das Sterben, das traurig ist. Es ist das Leben, wenn du nicht glücklich bist.“
- „Die größte Eroberung, die der Journalismus in diesem Jahrhundert gemacht hat, das war die Reportage, das heißt, wir haben eines schönen Morgens erfahren, dass Monsieur X... weichgekochte Eier zum Frühstück isst und dass Madame Z... um drei Uhr ein grünes Kleid, um Mitternacht ein rosa Kleid trägt, diesen Liebhaber, jenen Kutscher hat.“
- „Der Journalismus erniedrigt alles, deformiert alles, die Menschen und die Ideen.“

## Hommage
„Octave Mirbeau ist der größte französische Schriftsteller unserer Zeit und derjenige, der in Frankreich den Geist des Jahrhunderts am besten repräsentiert.“

## Werke

### Romane
- Le Calvaire (1886); deutsch:  Ein Golgotha, übers. von Therese Krüger. Albert Langen, Paris / Leipzig / München 1896.
- L’Abbé Jules (1888) (Der Abbé, 1903).
- Sébastien Roch (1890) (Sebastian Roch, 1902).
- Dans le ciel (1892–1893); deutsch: Diese verdammte Hand. Übersetzung von Eva Scharenberg. Weidle Verlag, Bonn 2017, ISBN 978-3-938803-84-4.
- Le Jardin des supplices (1899) (Der Garten der Qualen, 1901; Der Garten der Foltern, 1967).
- Le Journal d’une femme de chambre (1900); deutsch: Tagebuch einer Kammerjungfer, 1901; Tagebuch einer Kammerzofe, o. J., ca. 1964, bearbeitet von Ronald Putzker, Tosa, Wien 2006, ISBN 978-3-85003-051-9.
- Les 21 jours d’un neurasthénique (1901); deutsch: Nie wieder Höhenluft, oder Die 21 Tage eines Neurasthenikers, übersetzt von Wieland Grommes. dtv, München 2002, ISBN 3-423-12999-9.
- La 628-E8 (1907); deutsch: 628-E8, übersetzt, kommentiert und mit einem Nachwort von Wieland Grommes, Fotografien von Dirk Dahmer. Weidle Verlag, Bonn 2013, ISBN 978-3-938803-04-2.
- Dingo (1913).
- Balzacs Tod (1992).
- Un gentilhomme (1919).
- Les Mémoires de mon ami (1920).

### Theaterstücke
- Les Mauvais bergers (1897) (Schlechte Hirten, 1900).
- Les affaires sont les affaires (1903) (Geschäft ist Geschäft, 1903).
- Farces et moralités (1904) (Die Epidemie; Der Dieb, 1904; Die Brieftasche, 1905).
- Le Foyer (1908) (Das Heim, 1909).
- Les Dialogues tristes (2006).

### Andere Werke

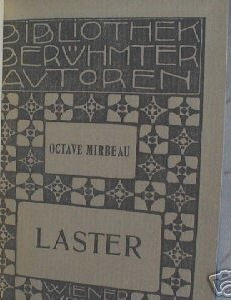
Laster, Wiener Verlag, 1903 (Bibliothek berühmter Autoren, Bd. 5)

- Contes cruels (1990) (Laster und andere Geschichten, 1903; Der Herr Pfarrer und andere Geschichten, 1904).
- L’Affaire Dreyfus (1991).
- Lettres de l’Inde (1991).
- L’Amour de la femme vénale (1994).
- Combats esthétiques (1993).
- Correspondance générale (2003–2005).
- Combats littéraires (2006).
- Correspondance générale (2003–2005–2009).

## Verfilmungen
- 1946: Tagebuch einer Kammerzofe (Diary of a chambermaid) – Regie: Jean Renoir
- 1964: Tagebuch einer Kammerzofe (Le Journal d’une femme de chambre) – Regie: Luis Buñuel
- 1976: Im Garten der Qualen (Le Jardin des supplices) – Regie: Christian Gion.
- 2015: Tagebuch einer Kammerzofe (Journal d’une femme de chambre) – Regie: Benoît Jacquot